# Kill the Lights (Alex Newell e DJ Cassidy)
Kill the Lights è un singolo del cantante statunitense Alex Newell e del DJ statunitense DJ Cassidy, pubblicato il 15 aprile 2016.
Il singolo ha visto la collaborazione del chitarrista statunitense Nile Rodgers e della cantante britannica Jess Glynne, quest'ultima alla parte vocale.

## Video musicale
Il videoclip è stato pubblicato l'8 aprile 2016 sul canale YouTube della Atlantic Records e mostra i protagonisti ballare all'interno di una discoteca.